# دودلی (جورجیا)
دودلی، جورجیا (به انگلیسی: Dudley, Georgia) یک شهر در ایالات متحده آمریکا با جمعیت ۴۴۷ نفر است که در جورجیا واقع شده‌است.

## موقعیت جغرافیایی
موقعیت جغرافیایی شهرها و مناطق اطراف به شرح زیر است: